# Spilomyia sayi
Spilomyia sayi é uma espécie comum de dípteros encontrados nos Estados Unidos. É uma espécie que mimetiza uma vespa.